# Paulinho Da Costa
Pour les articles homonymes, voir Da Costa.
 (octobre 2023).
La mise en forme du texte ne suit pas les recommandations de Wikipédia : il faut le « wikifier ».
Les points d'amélioration suivants sont les cas les plus fréquents. Le détail des points à revoir est peut-être précisé sur la page de discussion.
- Les titres sont pré-formatés par le logiciel. Ils ne sont ni en capitales, ni en gras.
- Le texte ne doit pas être écrit en capitales (les noms de famille non plus), ni en gras, ni en italique, ni en « petit »…
- Le gras n'est utilisé que pour surligner le titre de l'article dans l'introduction, une seule fois.
- L'italique est rarement utilisé : mots en langue étrangère, titres d'œuvres, noms de bateaux, etc.
- Les citations ne sont pas en italique mais en corps de texte normal. Elles sont entourées par des guillemets français : « et ».
- Les listes à puces sont à éviter, des paragraphes rédigés étant largement préférés. Les tableaux sont à réserver à la présentation de données structurées (résultats, etc.).
- Les appels de note de bas de page (petits chiffres en exposant, introduits par l'outil «  Source ») sont à placer entre la fin de phrase et le point final[comme ça].
- Les liens internes (vers d'autres articles de Wikipédia) sont à choisir avec parcimonie. Créez des liens vers des articles approfondissant le sujet. Les termes génériques sans rapport avec le sujet sont à éviter, ainsi que les répétitions de liens vers un même terme.
- Les liens externes sont à placer uniquement dans une section « Liens externes », à la fin de l'article. Ces liens sont à choisir avec parcimonie suivant les règles définies. Si un lien sert de source à l'article, son insertion dans le texte est à faire par les notes de bas de page.
- La présentation des références doit suivre les conventions bibliographiques. Il est recommandé d'utiliser les modèles {{Ouvrage}}, {{Chapitre}}, {{Article}}, {{Lien web}} et/ou {{Bibliographie}}. Le mode d'édition visuel peut mettre en forme automatiquement les références.
- Insérer une infobox (cadre d'informations à droite) n'est pas obligatoire pour parachever la mise en page.

Pour une aide détaillée, merci de consulter Aide:Wikification.
Si vous pensez que ces points ont été résolus, vous pouvez retirer ce bandeau et améliorer la mise en forme d'un autre article.
Paulinho da Costa, né le 31 mai 1948 à Rio de Janeiro, est un percussionniste brésilien. Il est considéré comme un des musiciens les plus prolifiques des temps modernes. 

## Œuvre
En mesure de jouer de plus de 200 instruments à percussion, il a participé à des multiples enregistrements, à des albums récompensés aux Grammy Awards, à des chansons à succès, à des musiques de films. Il a également joué à la radio et pour des publicités pour la télévision.
Paulinho da Costa a travaillé pour différents types de genres musicaux, parmi lesquels : musique brésilienne, blues, country, disco, gospel, hip-hop, jazz, musique latine, pop, rhythm and blues, rock, soul et world music.
Il a ainsi travaillé avec des centaines d'artistes dont Michael Jackson, Johnny Hallyday, Céline Dion, etc. En 1982, il collabore avec le compositeur français Michel Berger pour l'album Dreams in Stone. Conçu pour les États-Unis, la sortie de cet album en France passera inaperçue.
Paulinho da Costa apparaît dans le clip La Isla Bonita de Madonna pour lequel il joue les percussions, aux congas.

## Discographie
- 1976 : Agora
- 1979 : Happy People
- 1982 : Tudo Bem!
- 1984 : Sunrise
- 1984 : You've Got a Special Kind of Love
- 1987 : Breakdown

## Collaborations

### A[1]
- Aaliyah,
- Adam Cohen,
- Ahmad Jamal,
- Air Supply,
- Akima Asakura,
- Al Jarreau,
- Alan Price,
- Albert Hammond,
- Alex Acuna,
- Alice Cooper,
- Allen Toussaint,
- Amanda,
- Amanda Marshall,
- Ananda,
- America,
- Amy Grant,
- Andre Crouch,
- Andrea Bocelli,
- Andy Narell,
- Andy Taylor,
- Angela Bofill,
- Angela Winbush,
- Angie Stone,
- Anita Baker,
- Ann Nesby,
- Aretha Franklin,
- Art of Noise,
- Art Porter,
- Atlantic Starr,
- Audio Caviar,
- Average White Band

### B
- - B. B. King,
- Babyface,
- The Bangles,
- Barbra Streisand,
- Barry Manilow,
- Barry White,
- Belinda Carlisle,
- Ben Sidran,
- Benny Golson,
- Bernie Taupin,
- Bette Midler,
- Bill Cunliffe,
- Bill Medley,
- Bill Sharpe,
- Bill Withers,
- Billy Preston,
- The Blackbirds,
- Bob Dylan,
- Bob James,
- Bob Seger,
- Bob Sinclar,
- Bobby Lyle,
- Bobby McFerrin,
- Bobby Womack,
- Boney James,
- Bonnie Raitt,
- Booker T.,
- Boys Club,
- Brainstom,
- Breakfast Club,
- Brenda Russell,
- The Bridge,
- Brigitte Nielsen
- Brothers Johnson,
- Bruce Gaitsch,
- Bryan Ferry,
- Burt Bacharach,
- By All Means

### C
- Cachao,
- Captain & Tennille,
- Carlos Toshiki,
- Carole Bayer Sager,
- Casiopea,
- Catie Curtis,
- Céline Dion,
- Cerrone,
- Chaka Khan,
- Chanté Moore,
- Charles Veal,
- Charo,
- Chayanne,
- Cher,
- Cheryl Lynn,
- Cheryl Ladd,
- Chet Atkins,
- Chicago,
- Chico Freeman,
- Chris Beckers,
- Chris Botti,
- Christopher Cross,
- Chuck Mangione,
- Chuck Rainey,
- Cinderella,
- Claude Nougaro,
- Claus Ogerman,
- Cliff Martinez,
- Cock Robin,
- Conway Twitty,
- Courtney Jaye,
- Craig Huxley,
- Cruzados,
- Curt Smith,
- Curtis Mayfield

### D
- Dakota Moon,
- Dan Hill,
- Dan Seals,
- Dana Glover,
- Dave Koz,
- David Arnold,
- David Benoit,
- David Foster,
- David Pack,
- David Pomeranz,
- David Roberts,
- David Sanborn,
- David Waters,
- Dean James,
- D. C. LaRue,
- DeBarge,
- Debra Hurd,
- Dee Dee Bridgewater,
- Delilah,
- Demis Roussos,
- Deniece Williams,
- De Novo,
- Destiny’s Child,
- Diana Krall,
- Diana Ross,
- Diane Schuur,
- Dianne Reeves,
- Dionne Warwick,
- Dirk K,
- Dizzy Gillespie,
- Djavan,
- D-Knowledge'
- Doc Severinsen,
- Dog's Eye View,
- Dolly Parton,
- Don Felder,
- Donna Summer,
- Dori Caymmi,
- Dov,
- Dräco Rosa,
- Dr. Buzzard's Original Savannah Band,
- Dr. John,
- Durell Coleman

### E
- Eagles,
- Earl Klugh,
- Ernie Watts,
- Earth, Wind & Fire,
- Eddie Money,
- Edu Lobo,
- El Tri,
- Eliane Elias,
- Elisa Fiorillo,
- Elkie Brooks,
- Ella Fitzgerald,
- Elton John,
- Elvis Costello
- The Emotions,
- Enrique Iglesias,
- Eric Carmen,
- Eric Clapton,
- Eric Marienthal,
- Eric Martin,
- Ernestine Anderson,
- Ernie Watts,
- Euge Groove,
- Eva Santa Maria,
- Evie Sands,
- Everette Harp

### F
- Fee Waybill,
- For Real,
- Fra Lippo Lippi,
- Frank McComb,
- Frank Stallone,
- Frankie Valli,
- Freddie Hubbard,
- Fuse One

### G
- Gap Band,
- Gap Mangione,
- Gardner Cole,
- Gary LeMel,
- Gary Myrick,
- Gary Wright,
- Gato Barbieri,
- Gene Page,
- Geno Washington,
- George Benson,
- George Duke,
- George Howard,
- George Jones,
- Gerald Albright,
- Gino Vannelli,
- Gladys Knight,
- Gloria Gaynor,
- Gloria Loring,
- Gloria Trevi,
- Graeme Revell,
- Greg Phillinganes,
- Harry Gregson-Williams,
- Grimaldi

### H
- Hanne Boel,
- Harry Connick Jr.,
- Harves,
- Heatwave,
- Heitor Pereira,
- Henry Mancini,
- Henri Salvador,
- Herb Alpert,
- Herbie Hancock,
- Hiroko,
- Hiroshi Sato,
- Hiroshima,
- Hitomi Tohyama,
- Howard Hewett,
- Hugh Masekela

### I
- Ilse DeLange,
- Imperial,
- Indigo Girls,
- In Vitro,
- Irene Cara,
- The Isley Brothers,
- Ivan Lins

### J
- Jacintha,
- Jaguares,
- James "JT" Taylor,
- James Ingram,
- James Last,
- James Reyne,
- Jane Monheit,
- Janet Jackson,
- Janis Ian,
- Jann Arden,
- Javier,
- Jay Hoggard,
- Jean-Luc Ponty,
- Jeff Lorber,
- Jeffrey Osborne,
- Jennifer Holliday,
- Jennifer Warnes,
- Jeremy Monteiro,
- Jermaine Jackson,
- Jermaine Stewart,
- Jill Scott,
- Jimmy Ponder,
- Jimmy Reid,
- Jimsaku,
- Joan Baez,
- João Bosco,
- João Gilberto,
- Jody Watley,
- Joe Cocker,
- Joe Farrell,
- Joe Lamont,
- Joe Pass,
- Joe Sample,
- Joe Satriani,
- Joe Lamont,
- John Benitez,
- John Denver,
- John Goodsall,
- John Klemmer,
- John Patitucci,
- John Pizzarelli,
- John Stoddart,
- Johnny Gill,
- Johnny Guitar Watson,
- Johnny Hallyday,
- Johnny Mathis,
- Jojo Alves,
- Jon Secada,
- Jonathan Butler,
- Joni Mitchell,
- Jorge Ben,
- José Feliciano,
- José José,
- Josee Koning,
- Journey,
- Joy Enriquez,
- Joyce Kennedy,
- Juanita Dailey,
- Julio Iglesias Jr,
- Julio Iglesias,
- Junichi Kawauchi

### K
- Katey Sagal,
- Karyn White,
- Kassav',
- KC and the Sunshine Band,
- Kazu Matsui,
- Keb Mo,
- Kenny G,
- Kenny Loggins,
- Kenny Rogers,
- Keola Beamer,
- Kevyn Lettau,
- Keith Washington,
- Kirk Whalum

### L
- L.T.D.,
- Ladysmith Black Mambazo,
- La Toya Jackson,
- Lalo Schifrin,
- Lamont Dozier,
- Lani Hall,
- Larry Carlton,
- Larry Graham,
- Laura Branigan,
- Lee Oskar,
- Lee Ritenour,
- Leo Sayer,
- Les Charts,
- Les McCann,
- Lenny White,
- Lenny Williams,
- Leslie Phillips,
- Level 42,
- LeVert,
- Letta Mbulu,
- Linda Ronstadt,
- Lionel Richie,
- Lisa Bade,
- Little River Band,
- Little Feat,
- Living In A Box,
- Livingston Taylor,
- Liza Minnelli,
- Lori Lieberman,
- Lucy Pearl,
- Luis Miguel,
- Luther Vandross

### M
- Madonna,
- Magnum,
- Marc Portman,
- Manhattan Transfer,
- Marcus Miller,
- Mahogani Blue,
- Maria Bethania,
- Maria Vidal,
- Marilyn Scott,
- Mark Portman,
- Marlena Shaw,
- Marilyn Martin,
- Marilyn Scott,
- Marta Sánchez,
- Martha Davis,
- Martika,
- Martin Mull,
- Martin Taylor,
- Mary J. Blige,
- Matraca Berg,
- Masami Nakagawa,
- Masayoshi Takanaka,
- Matt Dusk,
- Maurice White,
- Maxi Anderson,
- Maysa Leak,
- Melissa Manchester,
- Melissa Sweeney,
- Mezzoforte,
- Michael Brecker,
- Michael Bolton,
- Michael Bublé,
- Michel Colombier,
- Michael Franks,
- Michael Jackson,
- Michael McDonald,
- Michael Omartian,
- Michael Sembello,
- Michael White,
- Michel Berger
- Mike Love,
- The Mike Theodore Orchestra,
- Miles Davis,
- Milt Jackson,
- Mimi Manners,
- Mindi Abair,
- Mindy Mccready,
- Minnie Riperton,
- Miracles,
- Molly Hatchet,
- Motivation,
- Mystic Merlin

### N
- Nancy Wilson,
- Najee,
- Nathalie Archangel,
- Natalie Cole,
- Nazareth,
- Neil Diamond,
- Neil Larsen,
- Ney Matogrosso,
- Nick Kamen,
- Nielsen/Pearson,
- Nick Kamen,
- Nino Buonocore,
- Nino Tempo,
- Norman Brown,
- Norman Connors

Michel Jonasz

### O
- O'bryan,
- The Offspring,
- Olivia Newton-John,
- Oscar Castro-Neves,
- Ozone

### P
- Pat Coil,
- Patrice Rushen,
- Patti Austin,
- Patti Brooks,
- Patti Labelle,
- Patrick Williams,
- Patty Weaver,
- Paul Anka,
- Paul Horn,
- Paul Jabara,
- Paul Jackson, Jr.,
- Paul Kelly,
- Paula Abdul,
- Pauline Wilson,
- Peabo Bryson,
- Peaches & Herb,
- Pebbles,
- Peter Cetera,
- Peter White,
- Phil Collins,
- Phillip Bailey,
- Philip Mitchell,
- Phyllis Hyman,
- Pia Zadora,
- Pieces of a Dream,
- Pleasure,
- Pockets,
- Poco,
- The Pointer Sisters,
- Prince

### Q
- Quarterflash,
- Quincy Jones

### R
- Rachelle Ferrell,
- Ramsey Lewis,
- Randy Crawford,
- Randy Newman,
- Ray Pizzi,
- Ray Simpson,
- Regina Belle,
- Renaud,
- Rene & Angela,
- Riccardo Cocciante,
- Ricardo Silveira,
- Richard Marx,
- Richie Sambora,
- Rick Braun,
- Rick Lawson,
- Ricky Martin,
- Rita Coolidge,
- Rita Lee,
- Robbie Nevil,
- Robin Trower,
- Robert Brookins,
- Robert Hazard,
- Roberta Flack,
- Roberto Carlos,
- Robi Draco Rosa,
- Rockie Robbins,
- Rod Stewart,
- Rodney Franklin,
- Ronald Isley,
- Ronnie Foster,
- Ronnie Laws,
- Rosemary Clooney,
- Rosie Gaines,
- Roy Ayers,
- Rubén Blades,
- Rufus

### S
- Sadao Watanabe,
- Sam Phillips,
- Sammy Nestico,
- Sarah Vaughan,
- Seal,
- Seawind,
- Serah,
- Sergio Mendes,
- Shirley Bassey,
- Shoko Suzukif,
- Shotgun,
- Slave,
- Simone,
- Sister Sledge,
- Smokey Robinson,
- Sneaker,
- Spinners,
- Splendor,
- Stan Getz,
- Stanley Clarke,
- Stanley Turrentine,
- Stephanie Mills,
- Steve Barta,
- Steve Tyrell,
- Stevie Woods,
- Stephen Bishop,
- Steven Curtis Chapman,
- Stewart Copeland,
- Sting,
- Stix Hooper,
- Susan Osborn

### T
- T-Connection,
- Talking Heads,
- Tania Maria,
- A Taste Of Honey,
- Tata Vega,
- Tavares,
- Teddy Pendergrass,
- Terence Blanchard,
- Temptations,
- The Carpenters,
- The Commodores,
- The Crusaders,
- The Four Tops,
- The Jacksons,
- The Jets,
- The Jones Girls,
- The Memphis Horns,
- The Raes,
- The Whispers,
- The Winans,
- Teena Marie,
- Thomas Andres,
- TLC,
- Tim Draxl,
- Tokyo Monogatari,
- Tom Grant,
- Tom Scott ,
- Tomandandy,
- Toots Thielemans,
- Tori Amos
- Toto,
- Tracie Spencer,
- Tracy Chapman,
- Tramaine Hawkins,
- Trini Lopez

### U
- U-Nam,
- Urban Knights

### V
- Vanessa Williams,
- Véronique Rivière,
- Véronique Sanson,
- Vesta Williams,
- Vonda Shepard

### W
- Walk This Way,
- Walter Becker,
- Wang Chung,
- Warren Hill,
- W. G. Walden,
- Whitney Houston,
- Will Downing,
- Willie Nelson,
- Wilson Phillips,
- Wilton Felder,
- Windham Hill

### Y
- Yarbrough & Peoples,
- Yellowjackets,
- Y Kant Tori Read,
- Yoru Ni Kizutsuite,
- Yoshitaka Minami,
- Yvonne Elliman,
- Yutaka

### Z
- Zachary Richard,
- Zezo Ribeiro,
- 10.000 Maniacs Band

## Filmographie
Il a participé aux musiques de films suivantes :
| - About Last Night - Ace Ventura: When Nature Calls - Against All Odds - Agatha Christie's Caribbean Mystery - Ally McBeal - Always - American Anthem - Amistad - Arliss - Arthur - Austin Powers In Goldmember - Austin Powers 2 : L'Espion qui m'a tirée - The Bernie Mac Show - Best Friends - Méchant Menteur - Blind Date - Boomerang - Bowfinger - Bringing Down the House - Can't Buy Me Love - Captain Ron - Caveman - Checking Out - Clean Slate - Cold Case : Affaires classées - Cold Dog Soup - La Couleur pourpre - Coming to America - Country Bears - The Craft - Dance with Me - Day of Reckoning - Days of Thunder - Deadly Games - Dirty Dancing - Un gentleman en cavale (Double Take) - Doctor Detroit - The Drew Carey Show - Drumline - A Dry White Season - The Emperor's New Groove - Endless Love - ER - Eraser - An Extremely Goofy Movie - The Facts of Life - Fast Forward - Father of the Bride Part II - Felicity - A Fine Mess - Flashdance - Flubber - Footloose - Four Brothers - Four Weddings and a Funeral - French Kiss - From Justin To Kelly - Fun with Dick and Jane - Futurama - Get Over It | - Get Rich or Die Tryin' - SOS Fantômes 2 - Gorillas in the Mist: The Story of Dian Fossey - The Greatest - Greg The Bunny - Gremlins - Gremlins 2 - Grumpy Old Men - Hangin' With Mr. Cooper - The Heavenly Kid - La Coccinelle revient (Herbie: Fully Loaded) - Hero - Higher Learning - Holy Man - Hope Floats - How to Beat the High Co$t of Living - I'm Gonna Get You Sucka - Ice Age - Jericho Mile - Jungle2jungle - Just Between Friends - Karate Kid III - Kindred: The Embraced - Knot's Landing - Krippendorf's Tribe - Ladder 49 - La Folle Histoire de l'espace - The Last Dragon - The Last Plane From Coramaya - License to Drive - Listen to Your Heart - The Long Kiss Goodnight - Looking to Get Out - Le Monde perdu : Jurassic Park - Lucy - Made in America - Maid in Manhattan - Making Love - Maximum Risk - Medium - The Mexican - Milagro Beanfield War - Mission impossible 3 - Mod Squad - The Money Pit - Moon Over Parador - Mulan - My Date with the President's Daughter - Mystery Wheel - Never Been Kissed - Next Friday - Night Shift - Nightside - Nothing in Common - The Nutty Professor - The Odd Couple II - Off Beat - An Officer and a Gentleman - Orange County | - The Osterman Weekend - Out of Time - Papa bricole - Passing Glory - The Perez Family - Phenomenon - Police Academy 2: Their First Assignment - Police Academy 3: Back in Training - Police Academy 5: Assignment Miami Beach - Police Academy: Mission to Moscow - Polly - Pooch And The Pauper - Practical Magic - Purple Rain - The Quick and the Dead - Record City - The Replacements - Romy and Michele's High School Reunion - Rumor Has It - The Rundown - La Fièvre du samedi soir (Saturday Night Fever) - Scrooged - Selena - The Serial - Sex and the City - Short Circuit - Singles - Some Kind of Hero - Soul Man - Staying Alive - Steel - Stick - Stop Or My Mom Will Shoot - The Story of Us - Stuart Saves His Family - Summer of Sam - Sweetest Thing - Swing Shift - Tap - Taps - Tequila Sunrise - That Old Feeling - There's Something About Mary - The Thomas Crown Affair - Three Men and a Baby - Three to Tango - Tough Guys - The Toy - Trading Places - Traffic - Waiting to Exhale - What Women Want - White Nights - The Whoopee Boys - Why Do Fools Fall in Love - The Wiz - Wonder Boys - Wrestling Ernest Hemingway - The 11th Victim - The 40 Year Old Virgin |